# Bagrat I. od Taoa
Bagrat I. od Taoa (gruz. ბაგრატ I; umro u ožujku 945.), iz dinastije Bagrationi, bio je gruzijski knez Tao-Klardžetije i nasljedni vladar Gornjeg Taoa s bizantskim naslovom magistros. Također je držao zemlje u Džavahetiji, Šavšetiji, Koli, Artaaniju i Basianiju.
Bagrat je bio sin gruzijskog kralja Adarnaza IV. i stekao je vojvodstvo Gornji Tao nakon smrti, 941. godine, njegovog rođaka Gurgena II. s kojim je izumrla prva kuća Tao. Bagrat je, dakle, bio osnivač druge Taoove kuće čiji će uspon trajati do 1000./1001. godine. Prema Vahuštiju, povjesničaru iz 18. stoljeća, Bagrat je također imao bizantski naslov kuropalat, ali to ne potvrđuju raniji izvori. Bagrata je naslijedio njegov sin Adarnaz V. Crkveni natpis iz Išhanija (danas u Turskoj) naziva Bagrata "magistrosom i kraljem".